# Aeronautica Militare
Italské letectvo (italsky Aeronautica Militare, AM) je součástí ozbrojených sil Italské republiky. Vzniklo jako samostatná odnož 28. března 1923, kdy ho pod názvem Regia Aeronautica neboli královské letectvo založil král Viktor Emanuel III. Svůj současný název získalo po 2. světové válce, kdy se z Italského království stala po referendu republika. Od svého vytvoření hraje významnou roli v moderní italské vojenské historii. Leteckou akrobatickou skupinou italského letectva jsou Frecce Tricolori neboli Tříbarevné šípy.
K 15. březnu 2010 sloužilo v italském letectvu 44 000 vojáků, z toho 5700 důstojníků, 26 280 poddůstojníků a 12 020 dobrovolníků. V roce 2014 bylo ve službě 557 letadel.
Vlastními podpůrnými vzdušnými složkami disponují i Italská armáda a námořnictvo.

## Organizace
Základní organizační jednotkou Aeronautica Militare je Squadriglia (letka). Dvě či více Squadriglie tvoří Gruppo (skupina či peruť), a dvě Gruppo vytvářejí Stormo (křídlo). Vyšší operační formací může být Brigata Aerea (letecká brigáda), tvořená buď dvěma Stormi anebo třemi a více samostatnými Gruppi.

## Seznam letadel
| Letadlo                               | Foto            | Země původu                                 | Úloha                                            | Verze           | Ve službě       | Poznámky                                                                  |
| Stíhací letadla                       | Stíhací letadla | Stíhací letadla                             | Stíhací letadla                                  | Stíhací letadla | Stíhací letadla | Stíhací letadla                                                           |
| ------------------------------------- | --------------- | ------------------------------------------- | ------------------------------------------------ | --------------- | --------------- | ------------------------------------------------------------------------- |
| Eurofighter Typhoon                   |                 | Německo Spojené království Španělsko Itálie | stíhač k vybojování vzdušné nadvlády             |                 | 93              | Italské letectvo by mělo dostat ještě 27 strojů Typhoon.                  |
| Lockheed Martin F-35 Lightning II     |                 | USA                                         | víceúčelové stíhací letadlo                      | F-35AF-35-B     | 10              | Italské letectvo plánuje celkem obstarat 60 kusů F-35A a 15 strojů F-35B. |
| Bojová letadla                        |                 |                                             |                                                  |                 |                 |                                                                           |
| Panavia Tornado                       |                 | Německo Spojené království Itálie           | bojové letadlo                                   | IDS             | 49              | Letadla Tornado mají být postupně nahrazena stroji F-35.                  |
| AMX International AMX                 |                 | Brazílie Itálie                             | bojové letadlo                                   | A-11B           | 41              | Letadla AMX mají být postupně nahrazena stroji F-35.                      |
| Dopravní letadla                      |                 |                                             |                                                  |                 |                 |                                                                           |
| Lockheed Martin C-130J Super Hercules |                 | USA                                         | taktické dopravní letadlo                        | C-130J          | 16              |                                                                           |
| Alenia C-27J Spartan                  |                 | Itálie                                      | taktické dopravní letadlo                        |                 | 11              |                                                                           |
| Piaggio P.180 Avanti                  |                 | Spojené království                          | taktické dopravní letadlo                        |                 | 17              |                                                                           |
| Letadla speciálního určení            |                 |                                             |                                                  |                 |                 |                                                                           |
| Breguet Atlantic                      |                 | Itálie                                      | námořní hlídkovací letoun                        |                 | 4               |                                                                           |
| Gulfstream III                        |                 | USA                                         | průzkumné letadlo                                |                 | 1               |                                                                           |
| Piaggio P.166                         |                 | Itálie                                      | letadlo pro fotografický průzkum                 |                 | 3               |                                                                           |
| Panavia Tornado                       |                 | Německo Spojené království Itálie           | letoun k potlačení protivzdušné obrany nepřítele | ECR             | 19              |                                                                           |
| Lockheed Martin KC-130                |                 | USA                                         | tankovací letadlo                                | KC-130J         | 3               |                                                                           |
| Boeing KC-767                         |                 | USA                                         | tankovací letadlo                                |                 | 4               |                                                                           |
| Cvičná letadla                        |                 |                                             |                                                  |                 |                 |                                                                           |
| Eurofighter Typhoon                   |                 | Německo Spojené království Španělsko Itálie | stíhač k vybojování vzdušné nadvlády             |                 | 12              |                                                                           |
| Panavia Tornado                       |                 | Německo Spojené království Itálie           | bojové letadlo                                   | IDS             | 8               |                                                                           |
| AMX International AMX                 |                 | Brazílie Itálie                             | bojové letadlo                                   | TA-11B          | 11              |                                                                           |
| Alenia Aermacchi M-346 Master         |                 | Itálie                                      | cvičné letadlo                                   | T-346A          | 5               |                                                                           |
| Aermacchi MB-339                      |                 | Itálie                                      | cvičné letadlo                                   | MB-339A         | 72              |                                                                           |
| Vrtulníky                             |                 |                                             |                                                  |                 |                 |                                                                           |
| AgustaWestland EH-101                 |                 | Spojené království Itálie                   | záchranný/užitkový vrtulník                      | HH-101          | 2               |                                                                           |
| AgustaWestland AW139                  |                 | Spojené království Itálie                   | záchranný/ užitkový vrtulník                     |                 | 15              |                                                                           |
| Bell 212                              |                 | USA Kanada                                  | záchranný vrtulník                               | HH-212A         | 32              |                                                                           |
| MD Helicopters MD 500                 |                 | USA                                         | užitkový vrtulník                                |                 | 2               |                                                                           |
| Bezpilotní letadla                    |                 |                                             |                                                  |                 |                 |                                                                           |
| General Atomics MQ-1 Predator         |                 | USA                                         | bezpilotní letadlo                               |                 | 7               |                                                                           |
| General Atomics MQ-9 Reaper           |                 | USA                                         | bezpilotní letadlo                               |                 | 6               |                                                                           |

## Galerie

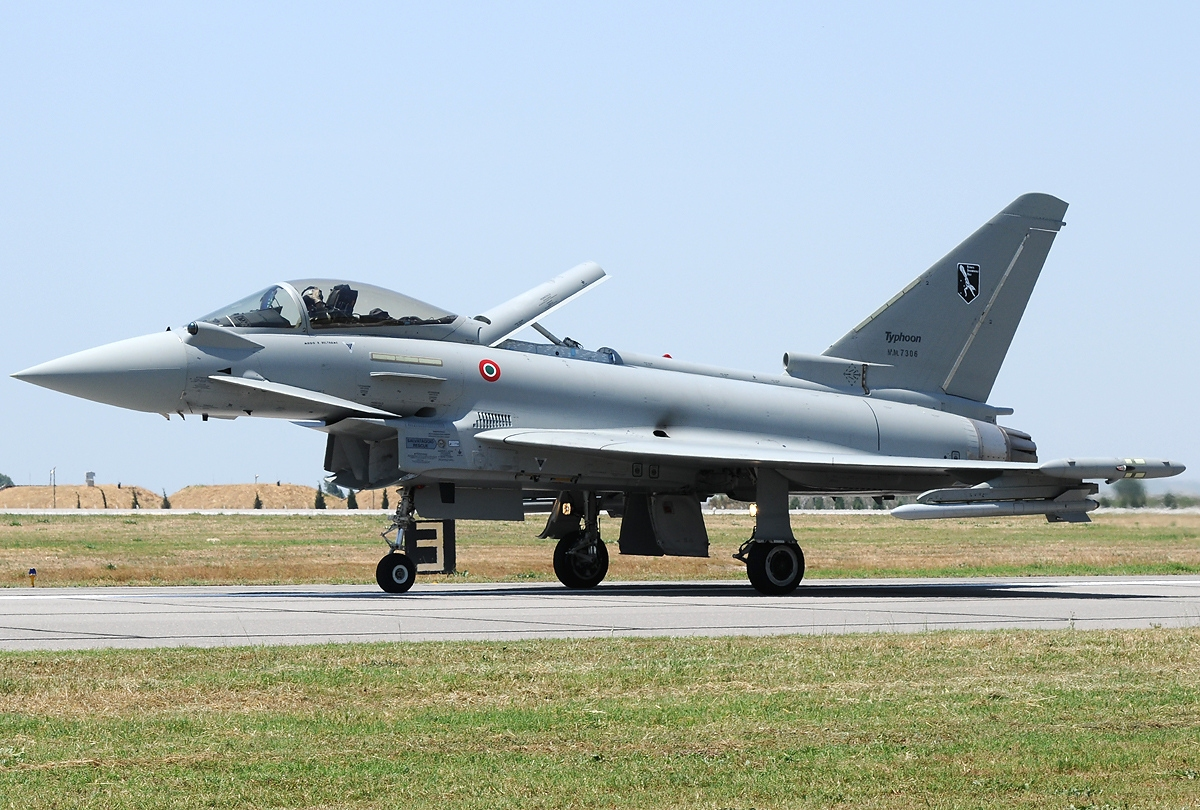
Eurofighter Typhoon
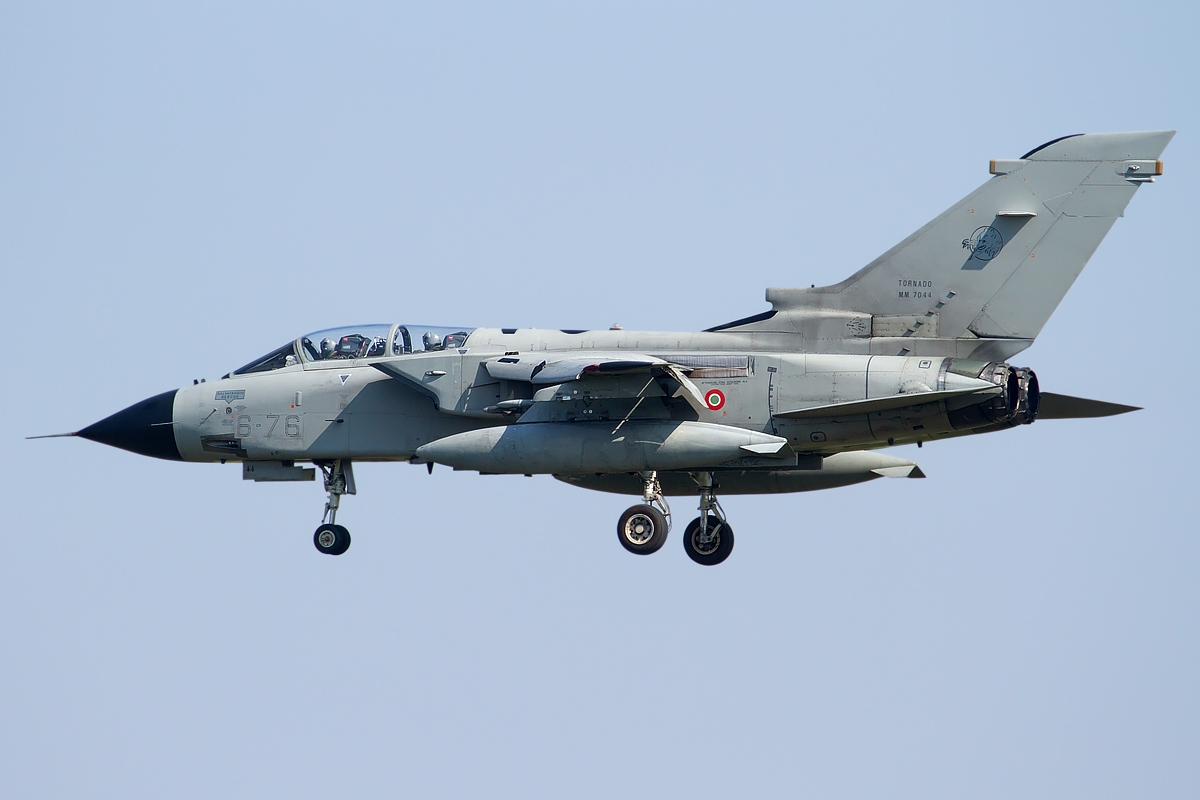
Panavia Tornado IDS
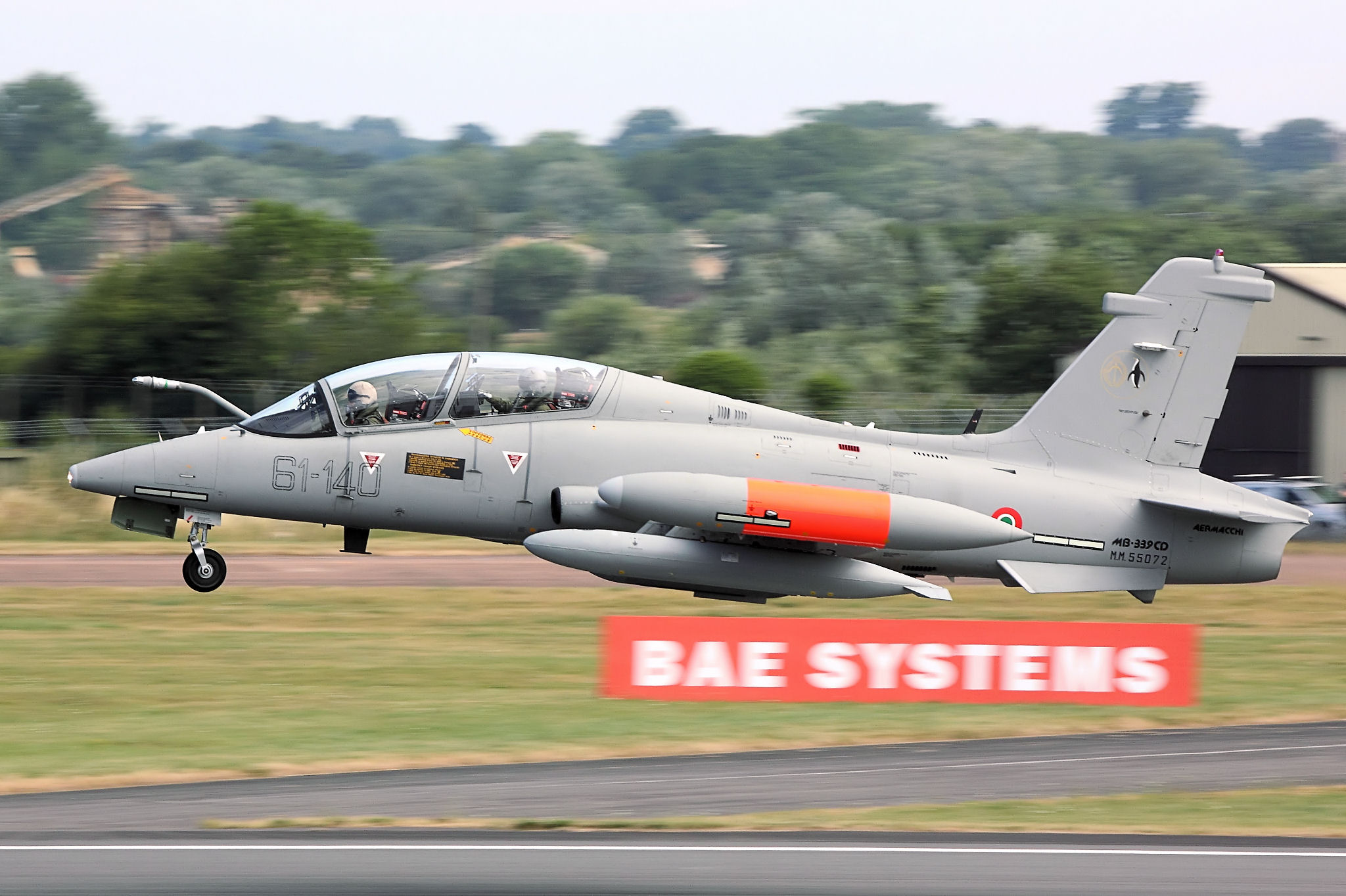
Aermacchi MB-339
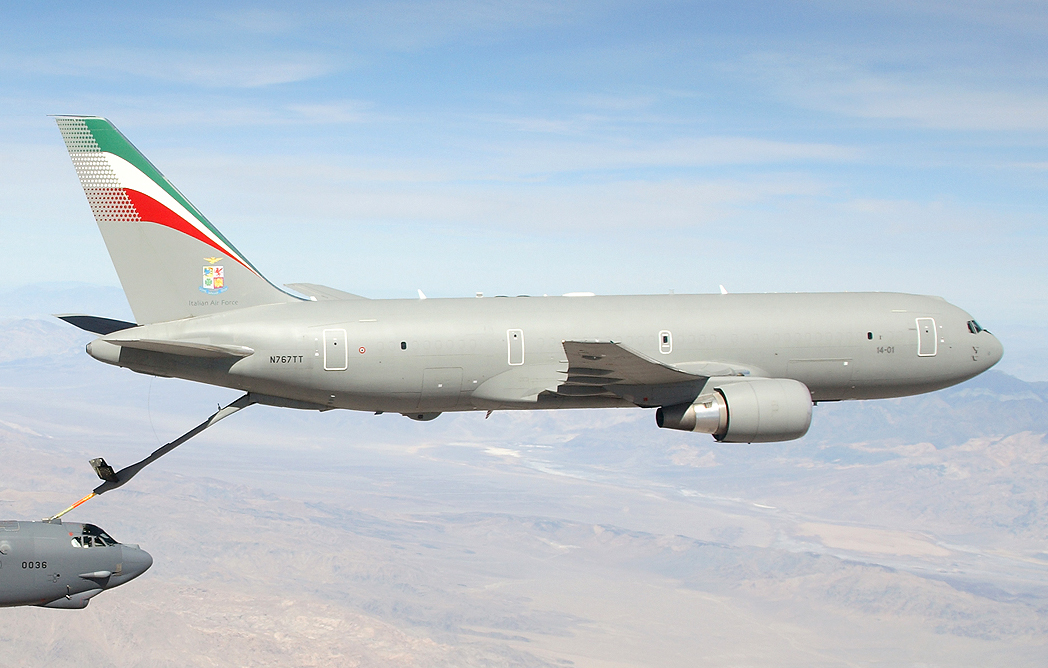
Boeing KC-767
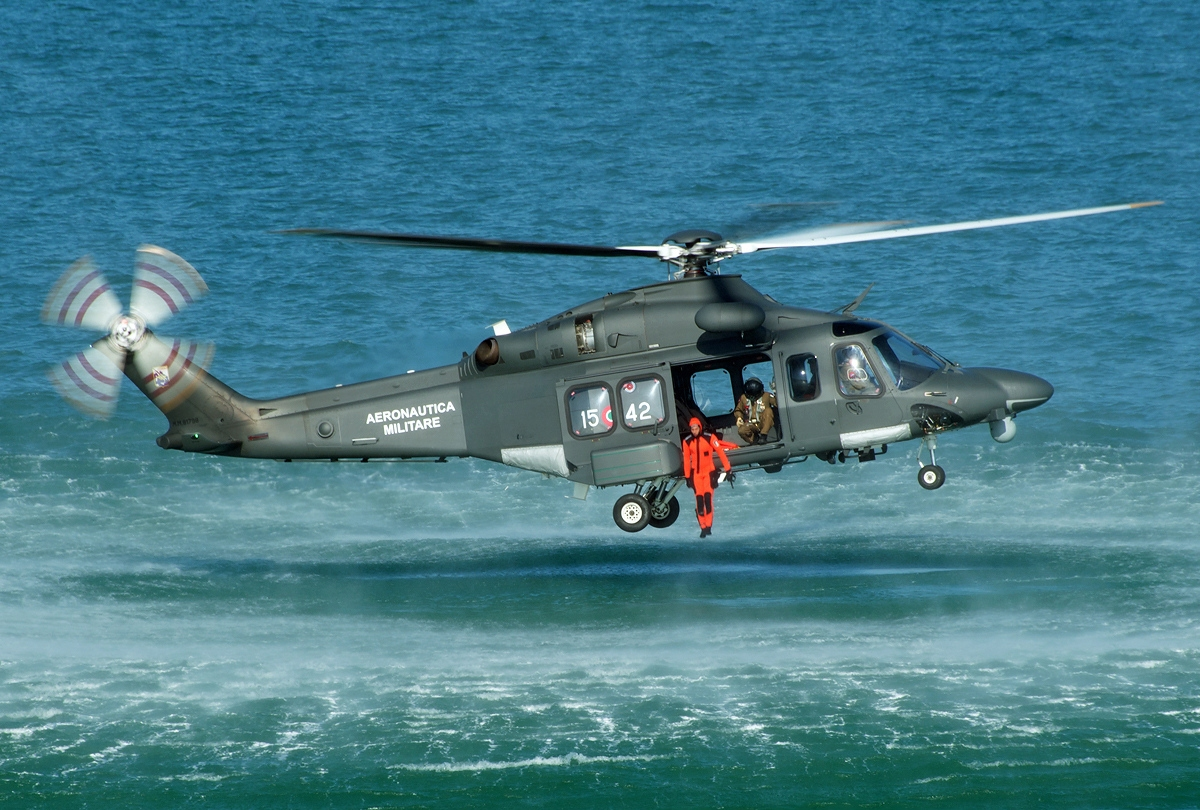
AgustaWestland HH-139A